# Маленький вільний народець

«Вільні малолюдці» (англ. The Wee Free Men) — роман у жанрі гумористичного фентезі англійського письменника Террі Пратчетта, опублікований 2003 року. Книга є тридцятою за рахунком у серії про Дискосвіт і першою у підциклі «Тіфані». Роман знайомить читачів з юною Тіфані Болячкою, кмітливою та допитливою майбутньою відьмою, якій допомагають вільні малолюдці Нак Мак Фіґлі.

## Сюжет
Тіфані Болячка — дев'ятирічна мешканка Крейдокраю, яка хоче стати відьмою. Одного погожого літнього дня Тіфані бачить, як із тихої річки раптом виринає страшна казкова істота — Зеленозуба Дженні. Однак дівчинку це не лякає. Озброївшись сковорідкою та використавши свого брата Погіршая як приманку, вона проганяє потвору. Тоді ж Тіфані вперше стикається з маленькими рудоволосими та блакитношкірими чоловічками — Нак Мак Фіґлями.
Тіфані вирушає в місто, щоб отримати трохи науки в мандрівних учителів, та зустрічає Міс Тік — відьму, яка пояснює Тіфані, що наближається «вторгнення». Міс Тік вирушає за підмогою та залишає з Тіфані свого фамільяра ропуха.
Невдовзі Погіршая викрадає зла Королева ельфів, і Тіфані, залучившись підтримкою Нак Мак Фіґлів та ропуха, відправляється на пошуки. За допомогою свого дару бачити речі такими, як вони є, Тіфані знаходить вхід до царства Королеви. Там Тіфані потрапляє в низку снів, зустрічає Роланда — сина Барона Крейдокраю, що вважався зниклим безвісти, та врешті знаходить Погіршая. Тікаючи від розлюченої Королеви, герої потрапляють у черговий сон, з якого Тіфані вдається врятувати лише Роланда, а малолюдці та Погіршай опиняються у пастці.
Виснажена і пригнічена, Тіфані зустрічається віч-на-віч з Королевою, яка висміює її нездатність врятувати друзів, але дівчинка відновлює зв'язок із своєю батьківщиною, щоб набратися сил, і перемагає Королеву. Малолюдці, яких так просто не ошукати, знаходять вихід з пастки разом з Погіршаєм, і герої повертаються додому.
Особливістю твору є часті згадки про бабусю Тіфані — Бабуню Болячку, яка уособлює рідний край дівчинки та спогади про яку допомагають їй здолати злу Королеву у вирішальний момент.

## Персонажі
- Тіфані Болячка — дев'ятирічна мешканка Крейдокраю, яка хоче стати відьмою
- Пограбуйко — голова клану Нак Мак Фіґлів
- Погіршай — молодший брат Тіфані
- Бабуня Болячка — бабуся Тіфані
- Міс Перспікація Тік — відьма
- Ропух — фамільяр міс Тік, який допомагає Тіфані
- Роланд — син Барона
- Дурноверхий Вулі, Вільям, Гаміш та інші Нак Мак Фіґлі

## Українське видання
Роман «Вільні малолюдці» вийшов українською мовою у Видавництві Старого Лева у 2020 році. Переклад здійснила Марта Госовська, а художнє оформлення — Романа Романишин та Андрій Лесів. 